# Skála ÍF
Maillots
Actualités
Le Skála ÍF est un club de football féroïen basé à Skála, sur la commune de Runavík, sur l'île de Eysturoy.

## Historique
- 1965 : fondation du club

## Bilan sportif

### Palmarès
- Championnat des îles Féroé D2
  - Champion : 2015, 2021, 2023

- Championnat des îles Féroé D3
  - Champion : 1998, 2000, 2010

### Bilan européen
Note : dans les résultats ci-dessous, le score du club est toujours donné en premier
| Saison    | Compétition     | Tour           | Club           | Domicile | Extérieur | Total |
| --------- | --------------- | -------------- | -------------- | -------- | --------- | ----- |
| 2005      | Coupe Intertoto | Premier tour   | Tampere United | 0 - 2    | 0 - 1     | 0 - 3 |
| 2006-2007 | Coupe UEFA      | Premier tour Q | IK Start       | 0 - 1    | 0 - 3     | 0 - 4 |